# Michelle Thompson
 (janvier 2025).
Michelle Thompson est une femme politique canadienne.
Elle est ministre de la Santé et du Bien-être de la Nouvelle-Écosse et ministre responsable de l'Office du recrutement des professionnels de la santé.
Elle est députée à l'Assemblée législative de la Nouvelle-Écosse depuis les élections du 17 aout 2021, où elle a défait le ministre sortant Randy Delorey dans la circonscription d'Antigonish. Elle fait partie du caucus progressiste-conservateur.

## Biographie
Michelle Thompson est titulaire d'un baccalauréat en sciences infirmières de l'Université St. Francis Xavier et d'une maîtrise en orientation scolaire de l'Université Acadia. Elle enseigne à l'Université St. Francis Xavier et dirige le foyer de soins R.K. MacDonald à Antigonish.